# Władysław Kabaciński
Władysław Kabaciński ps. „Niepodległy”, „Włókowski” (ur. 14 czerwca 1893 w Zasadach, zm. 26 maja 1946 w Krakowie) – oficer Wojska Polskiego w II Rzeczypospolitej i Armii Krajowej, kawaler Orderu Virtuti Militari.

## Życiorys
Urodził się w rodzinie Ludwika i Marty z Kalinowskich. Absolwent Seminarium Nauczycielskiego w Wymyślinie. Od 1913 podjął pracę w szkole. W latach 1915–1918 był członkiem Polskiej Organizacji Wojskowej i komendantem komendy miejscowej POW w Sierpcu. Za szczególne zasługi w tym zakresie odznaczony został Krzyżem Srebrnym Orderu Virtuti Militari.
W 1918 wstąpił do odrodzonego Wojska Polskiego i w szeregach 21 pułku piechoty walczył na froncie litewsko-białoruskim. Od 7 lipca 1920 przebywał w Płocku. Służył wtedy w 6 pułku piechoty Legionów, a potem został przeniesiony do 145 pułku piechoty Strzelców Kresowych.
Po podpisaniu rozejmu z Rosją bolszewicką przeniesiony został do rezerwy i powrócił do uprawiania zawodu nauczyciela. 29 listopada 1927 został mianowany podporucznikiem ze starszeństwem z 1 lipca 1925 i 1099. lokatą w korpusie oficerów rezerwy piechoty, a minister spraw wojskowych wcielił do 35 pułku piechoty w Brześciu nad Bugiem. Na stopień porucznika został mianowany ze starszeństwem z 19 marca 1939 i 567. lokatą w korpusie oficerów rezerwy piechoty.
W czasie okupacji prowadził tajne nauczanie i był aktywnym żołnierzem Armii Krajowej.
Po wojnie był nauczycielem i członkiem tajnej organizacji „Wolność i Niezawisłość”. Zmarł w Krakowie i tam został pochowany.
Był żonaty z Janiną z Lissowskich, miał córki: Marię Barbarę (ur. 1925) po mężu Frančic oraz Danutę (ur. 1927) po mężu Knapik.

## Ordery i odznaczenia
- Krzyż Srebrny Orderu Wojskowego Virtuti Militari nr 4976 (1921)[1][6]
- Krzyż Niepodległości (24 października 1931)[7]
- Krzyż Walecznych[5]
- Złoty Krzyż Zasługi[5]